# Humbert de Villersexel
Humbert de Villersexel (1385-1437) est comte de la Roche, seigneur de Villersexel, Maîche, Orbe et Saint Hippolyte.

## Biographie
Humbert de Villersexel, issu de la Maison de Faucogney, naît en 1385, fils du comte de La Roche Henri de Villersexel et de Guillemette de Vergy (fille de Jean II de Vergy de la Maison de Vergy)
En 1398, il épouse en premières noces Marguerite de Montfaucon, (vers 1388 - 1410), Dame d'Orbe, fille du comte de Monbéliard Henri de Montbéliard, famille de Montfaucon.
En 1418, il épouse en secondes noces Marguerite de Charny (fille du seigneur Geoffroy II de Charny et veuve en premières noces de Jean de Beaufremont (Maison de Bauffremont) tué à la bataille d'Azincourt en 1415. Ils n'auront pas d'enfant. 
Humbert disparait en juin 1437 à l'âge de 62 ans, dernier comte de la Roche.

### Suaire de Turin
Au début du XVe siècle, des bandes de brigands, les Grandes compagnies, ravagent alors la France. Craignant pour la conservation du linceul, les chanoines de Lirey, qui ont hérité de la relique, la confient le 6 juin 1418 à Marguerite de Charny, petite-fille de Geoffroy de Charny, et à son époux, Humbert de Villersexel.
En 1418, Humbert de Villersexel, comte de la Roche et époux de Marguerite de Charny, plaça à nouveau le linceul dans son château de Montfort pour le protéger des bandes de pillards et de la guerre de Cent Ans. Il le déplaça ensuite à Saint-Hippolyte (Doubs), un autre de ses fiefs. À sa mort en 1438, les chanoines de Lirey se pourvurent en justice pour forcer son épouse à restituer la relique, mais le parlement de Dole et la cour de Besançon donnèrent raison à celle-ci, qui voyagea dans différents endroits avec le linceul, notamment à Liège, Genève, Annecy, Paris, Bourg-en-Bresse, Nice.
Le 13 septembre 1452, elle échange la relique avec Anne de Lusignan, épouse du duc Louis Ier de Savoie, contre le château de Varambon.